# Ковель Валентина Павлівна
Валентина Павлівна Ковель (нар. 23 січня 1923, Петроград — пом. 15 листопада 1997, Санкт-Петербург) — російська радянська акторка театру і кіно. Народна артистка СРСР (1988).

## Біографія
Валентина Ковель народилася 23 січня 1923 року (за іншими джерелами — 13 січня 1921 року) в Петрограді (нині Санкт-Петербург).
У 1946 році закінчила акторський факультет Ленінградського театрального інституту (майстерня Н. Є. Серебрякова).
З 1946 року виступала на сцені Ленінградського театру драми ім. О. С. Пушкіна (нині Олександринський театр). У 1966 році разом з чоловіком, Володимиром Медведєвим була запрошена до Ленінградського академічного Великого драматичного театру імені М. Горького (БДТ) (нині — імені Г. О. Товстоногова). У цьому театрі служила до кінця життя. Серед найкращих ролей, зіграних на сцені БДТ — Естер в «Ціні» А. Міллера, Кабато в «Хануме» А. А. Цагарелі, Клара Цаханассьян у «Візиті старої дами» Ф. Дюрренматта.
В останні роки життя співпрацювала з Театром сатири на Василівському.
Померла 15 листопада 1997 року в Санкт-Петербурзі. Похована на Большеохтинському кладовищі поруч із чоловіком Вадимом Медведєвим.

### Родина
- Чоловік — Вадим Олександрович Медведєв (1929—1988), актор театру і кіно. Народний артист РРФСР (1980).
- Дочка від попереднього шлюбу — Катерина Кончакова (до шлюбу Домбек).

## Нагороди та звання
- Заслужена артистка РРФСР (22.04.1965)
- Народна артистка РРФСР (05.06.1978)[5]
- Народна артистка СРСР (14.02.1988)[2]
- Спеціальний диплом на Першому фестивалі сучасної драматургії в Смоленську (1991).

### Ролі в театрі
- «Дикий капітан» Ю. Смуула — Матильда
- «Далека дорога» О. М. Арбузова — Льошка

#### Театр драми ім. О.С.Пушкіна
- «Роки мандрів» Олексія Арбузова — Зойка Толоконцева[2]
- «Далека дорога» О. М. Арбузова — Льошка
- «На дні» М. Горького — Настя
- «Правда — добре, а щастя краще» Олександра Островського — Поліксена
- «Гроза» Олександра Островського — Варвара
- «Сонет Петрарки» Миколи Погодіна — Клара
- «На дикому бреге» за Борисом Польовим — Мурка
- «Ревізор» Миколи Гоголя — Марія Антонівна

#### Великий драматичний театр ім. М. Горького
- 1967 — «Традиційний збір»  В. С. Розова —  Лідія Бєлова
- 1967 — "Правду! Нічого, крім правди! "  Д. Н. Аль —  Історичний персонаж
- 1968 —  «Ціна»  А. Міллера. Постановка  Р. А. Сироти —  Естер [6]
- 1969 — «Два театри»  Е. Шанявського —  Мати
- 1969 — «Король Генріх IV»  В. Шекспіра —  Уособлення поголоски
- 1971 —  «Валентин і Валентина»  М. М. Рощина. Постановка  О. Г. Товстоногова —  Мати Валентина
- 1971 — «Тоот, інші і майор»  І. Еркеня —  Маришка
- 1972 —  «Ревізор»  М. В. Гоголя. Постановка О. Г. Товстоногова —  Пошльопкіна
- 1972 —  «Ханума»  О. А. Цагарелі, музика  Гія Канчелі. Постановка О. Г. Товстоногова —  Кабатов
- 1974 —  «Минулого літа в Чулимську»  О. В. Вампілова. Постановка О. Г. Товстоногова —  Ганна Василівна
- 1974 —  «Енергійні люди»  В. М. Шукшина. Постановка О. Г. Товстоногова —  Віра Сергіївна [7]
- 1974 — « Три мішки бур'янистої пшениці»  В. Ф. Тендрякова. Постановка О. Г. Товстоногова —  Манька '[6]
- 1975 —  «Історія коня», інсценування  М. Г. Розовського за повістю  Л. М. Толстого  «Холстомер», вірші  Ю. Є. Ряшенцева. Постановка О. Г. Товстоногова —  Вязопуріха; вона ж Матьє; вона ж Марі
- 1976 — «Молода господиня Ніскавуорі»  Х. Вуолійокі —  Юзі
- 1978 — «Піквікський клуб»  Ч. Діккенса —  Місіс Бардл
- 1979 — «Ми, що нижче підписалися»  О. І. Гельмана —  Віолетта Матвіївна Нуйкін
- 1979 — «Вплив гамма-променів на блідо-жовті нагідки»  П. Зіндель —  Беатріс
- 1980 — «Перечитуючи заново», постановка О. Г. Товстоногова —  Ведуча
- 1983 — «Смерть Тарєлкіна», мюзикл  О. Н. Колкера і  В. М. Дреєра за п'єсою  О. В. Сухово-Кобиліна. Постановка О. Г. Товстоногова —  Брандахлістова
- 1983 — «Скорботні родичі»  Б. Нушича —  Сарка
- 1985 — «На всякого мудреця досить простоти» О. М. Островського. Постановка О. Г. Товстоногова —  Манефа [6]
- 1986 — «Іван» А. Кудрявцева —  Марія
- 1987 — «На дні»  М. Горький —  Квашня
- 1989 — «За чим підеш, то й знайдеш» О. М. Островського —  Красавіна
- 1989 — «Візит старої дами»  Ф. Дюрренматта. Постановка  В. Є. Воробйова —  Клер Цаханесян
- 1993 — «Сімейний портрет зі стороннім»  С. Л. Лобозьорова. Постановка  А. М. Максимов —  Бабця
- 1993 — «Привиди»  Е. де Філіппо —  Кармела
- 1996 — «Фома»  Ф. М. Достоєвського —  Генеральша.

#### Театр Сатири на Василівському
- 1996 — «Метелик… Метелик», за п'єсою А. Ніколаї. Режисер Р. Г. Віктюк — Едда[8]

### Телеспектаклі
- 1960 — «Третя патетична» — Клава, дружина Куманіна
- 1965 — «Життя Галілея»
- 1968 — «Принц Наполеон» — графиня Монтолон, колишня кохана Луї
- 1968 — «П'ять мільйонів» — мадам Бранден
- 1968 — «Гуморески Валентина Катаєва» (новела «Шубка») — дружина
- 1969 — «Правду! Нічого, крім правди!» — Катерина Костянтинівна Брешко-Брешковська, есерка в молодості
- 1970-е — «Гра уяви» — Конягіна
- 1972 — «Іван, третій син» — Баба Яга
- 1978 — «Ханума» — Кабато
- 1979 — «Вплив гамма-променів на блідо-жовті нагідки» — Бетті
- 1980 — «У поті лиця свого» — Безфамільна
- 1981 — «Мегре і людина на лавці» — мадам Жибон, господиня мебльованих кімнат
- 1985 — «Кримінальний талант» — Ганна Михайлівна Карпова, прибиральниця в НДІ
- 1986 — «БДТ тридцять років потому» — Брандахлистова (сцена з вистави «Смерть Тарєлкіна»)
- 1986 — «Піквікський клуб» (реж. Є. І. Макаров і Г. О. Товстоногов) — місіс Бардл
- 1989 — «Енергійні люди» — Віра Сергіївна Кузькіна
- 1989 — «Історія коня» — Матьє / Вязопуриха / Марія
- 1989 — «Смерть Тарєлкіна» — Брандахлистова
- 1991 — «Казка за казкою» — Канімура

### Фільмографія
- 1957 — Дон Кіхот — жінка із заїжджого двору
- 1957 — Поруч з нами — офіціантка
- 1966 — У місті С. — дружина ревнивця на балу в клубі
- 1967 — Зелена карета — акторка Александринського театру
- 1970 — Салют, Маріє! — Галина Андріївна, подруга Махно
- 1971 — Жартуєте? (кіноальманах) (новела «Шуткуєте?») — тітка Тетяна, колгоспниця
- 1974 — Народжена революцією — Нюрка, сутенерка (3-я серія)
- 1975 — Прошу слова — Тетяна, секретарка Єлизавети Уварової
- 1976 — Веселі сновидіння, або Сміх і сльози — Каргана, дама пік
- 1981 — Тричі про кохання — Ганна Макарівна Лобанова, мати Василя
- 1982 — Магістраль — Тетяна Олексіївна, секретарка заступника начальника дороги
- 1983 — Серед білого дня… — мати Столярова
- 1984 — Прохіндіада, або Біг на місці — Маргарита, колега Любомудрова
- 1988 — Минуле повернути — покоївка Клари Скамбрічіо
- 1988 — Собаче серце — пацієнтка
- 1991 — Виплодок пекла — епізод
- 1991 — Мій найкращий друг генерал Василь, син Йосипа
- 1992 — Короткий подих кохання — Клавдія Михайлівна
- 1992 — Удачі вам, панове! — кадровичка
- 1994 — Рік собаки — бабуся Сергія
- 1994 — Колесо кохання — чаклунка Клара
- 1994 — Російська симфонія — Семенівна

### Увічнення пам'яті
- 2008 — Насмішкувате щастя Валентини Ковель (документальний фільм)